# Stan wyjątkowy w Egipcie (2013)
Stan wyjątkowy w Egipcie (2013) – stan wyjątkowy wprowadzony w Egipcie 14 sierpnia 2013 roku w odpowiedzi na protesty zwolenników prezydenta Muhammada Mursiego. Został wprowadzony na okres co najmniej jednego miesiąca. 12 września 2013 stan wyjątkowy i godzina policyjna została przedłużona o kolejne dwa miesiące. Ostatecznie zniesione zostały 14 listopada 2013.